# Hyposoter degrysei
Hyposoter degrysei är en stekelart som först beskrevs av Henry Lorenz Viereck 1925.  Hyposoter degrysei ingår i släktet Hyposoter och familjen brokparasitsteklar. Inga underarter finns listade i Catalogue of Life.